# ハシボソカモメ

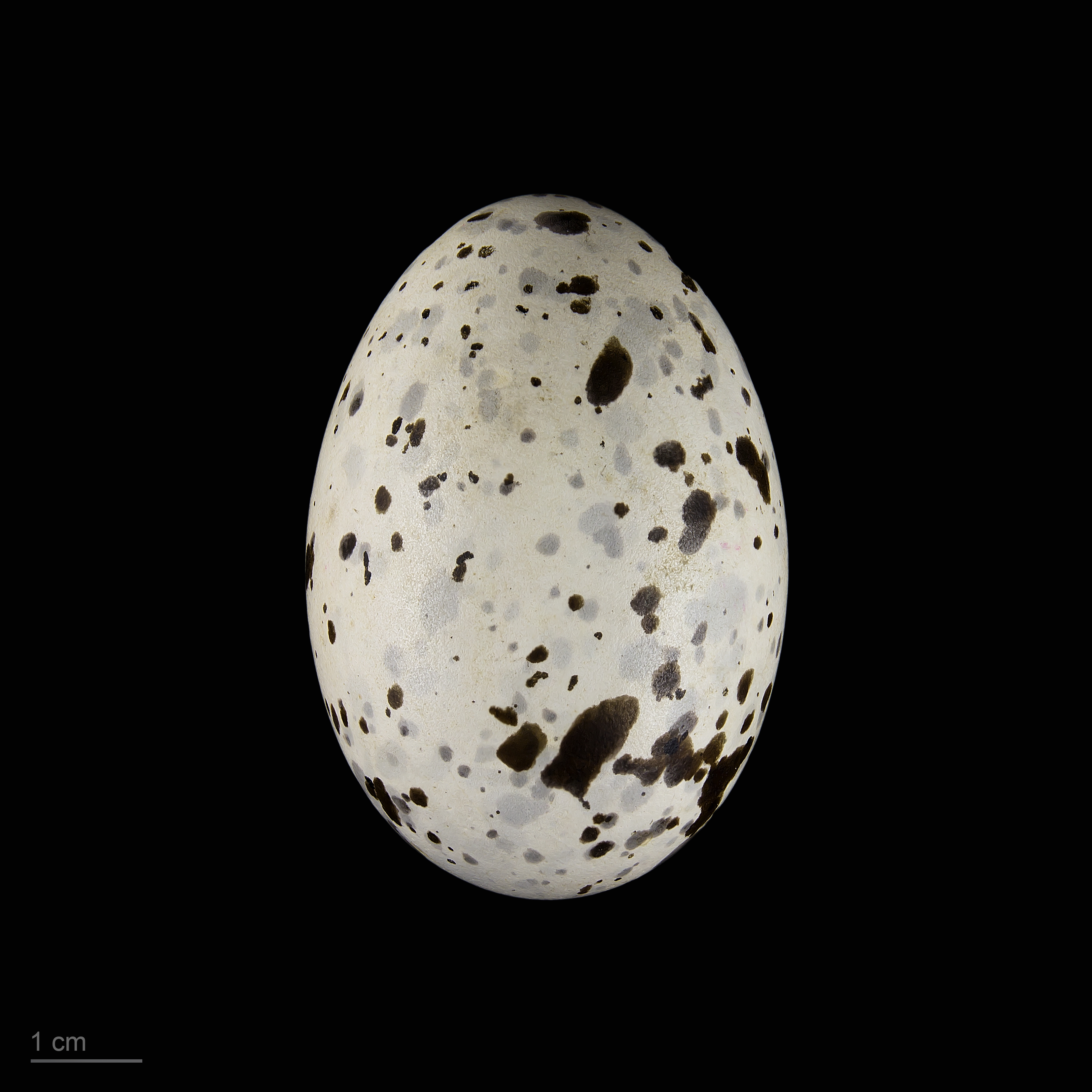
Chroicocephalus genei

ハシボソカモメ（嘴細鴎、学名：Chroicocephalus genei）は、チドリ目カモメ科に分類される鳥類の一種である。

## 分布
地中海西部から中央アジア、ペルシャ湾沿岸からパキスタンにかけての地域で繁殖し、冬季は繁殖地付近にとどまるものと、地中海や紅海沿岸に渡り越冬するものに分かれる。
日本では、迷鳥として福岡県で記録されている。福岡県では1984年から1992年までほぼ毎年1-2羽が渡来していた。

## 形態
体長約43cm、翼開長約100cm。体色はユリカモメと似ているが、やや大きい。成鳥冬羽は頭部が白く、胸と腹はややピンク色を帯びた白色である。体の上面は淡い青灰色。成鳥夏羽は体の下面がよりピンク色がかっている。雌雄同色である。
頭部はユリカモメに比べるとなだらかな感じで、嘴が細長い。

## 生態
海岸や河口に生息する。
「アーッ」「アアアア」と鳴く。